# Алексине Тине
Александрина Петронела Франсина Тине (на нидерландски: Alexandrine "Alexine" Pieternella Françoise Tinne) е нидерландски пътешественик, изследовател на Африка.

## Биография

### Младежки години (1835 – 1860)
Родена е на 17 октомври 1835 година в Хага, Нидерландия, единствена дъщеря в семейството на Филип Фредерик Тин, крупен търговец и пътешественик. Майка ѝ, Хариет ван Капелей, е от семейство, близко до кралската фамилия. След смъртта на баща ѝ, когато е на пет години, Алексина остава единствен наследник на големи имоти. В младежките си години посещава Норвегия, Италия, Близкия изток и Египет и след като разполага с достатъчно материални средства се отдава на изследователска дейност в Африка.

### Експедиционна дейност (1861 – 1869)
През 1861 г. Тине се преселва в Египет. На 9 януари 1862 г. в компанията на майка си и леля си се отправя от Кайро нагоре по Нил. През май 1862 г. те се изкачват по река Бели Нил и по десния ѝ приток река Собат до началото на плавателния ѝ участък. През ноември се завръщат в Хартум, където се срещат с немския зоолог Теодор фон Хойглин, който се присъединява към експедицията. Всички заедно на 2 февруари 1863 г. от Хартум се изкачват с параход по Бели Нил и по Бахр ел Газал е през март достигат до Мешра ер Рек. Оттам, вече по суша, продължават на запад и достигат до река Понго (десен приток на Бахр-ел-Араб). След това през юли 1864 г. се връщат обратно в Хартум.
Целта на експедицията се състои в това да се изясни колко далеч на запад се простира басейна на Нил, а също и да открият голямо езеро в Централна Африка, за което съобщават някои предишни изследователи. През целия път експедицията е преследвана от нещастия – през юни умира от блатна треска майка ѝ, а след завръщането им в Хартум, през юли 1864 г., умира и леля ѝ. С телата на починалите си близки Тине се връща в Кайро. Независимо от краткостта на експедицията и малкия район, който изследва, са събрани обширни естествено-исторически, главно зооложки материали. По целия път Хойглин извършва детайлна топографска снимка, подсигурена с астрономически наблюдения, което дава възможност да се поправи в известна степен съществуващата дотогава карта на района.
Следващите четири години живее в Кайро, посещава Тунис и Алжир и извършва неуспешен опит да проникне от Алжир в Сахара.

### Смърт
През януари 1869 г. предприема експедиция от Триполи през езерото Чад към горното течение на Нил. Маршрутът на кервана трябвало да премине през областите Вадаи, Дарфур и Кордофан и оттам към Нил. В Мурзук (сега в Либия) Тине се среща с немския изследовател Густав Нахтигал, който се отправя на югоизток към платото Тибести. На 1 август по пътя от Мурзук за Гат Тине, заедно с двамата съпровождащи я холандски моряци, са убити от туарегите, които решават, че в металните бидони, в които съхраняват водата си, има злато.

## Фотографии на Алексине Тине
- Хага (1860-61)
- Нил край Тива (1862)
- Алжир (1866)

## Памет
В град Джуба, Южен Судан, има обелиск в памет на смелчаците, участвали в търсенето на изворите на Нил. Там е и нейното име, редом с имената на кумирите ѝ – Джон Спек и Дейвид Ливингстън.